# Deserto di Kaʻū

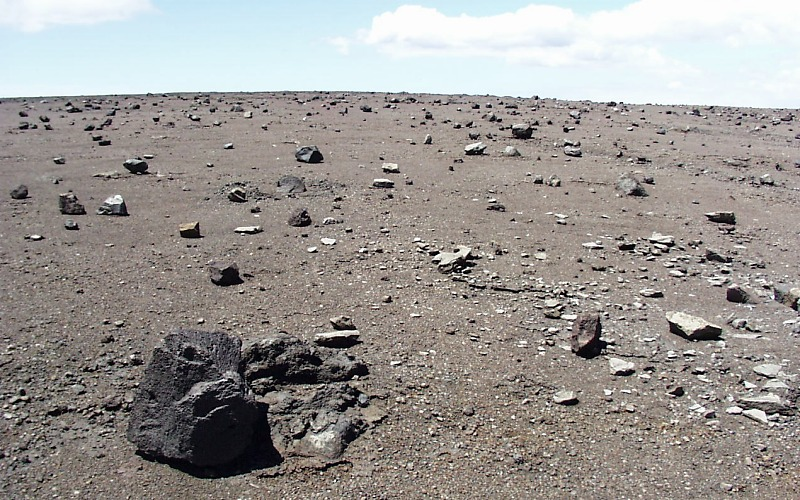
Rocce risalenti all'eruzione del 1924, sovrapposte alla cenere vulcanica del 1790. Foto di S.R. Brantley dell' USGS.

Il deserto di Kaʻū è una regione arida e priva di qualunque forma di vegetazione, situata nel distretto di Kaʻū, il più meridionale dei distretti dell'Isola di Hawaii, ed è composto principalmente di residui di lava, cenere vulcanica, sabbia e ghiaia. 

## Caratteristiche
Il deserto si trova in un'area sottovento rispetto al vulcano Kīlauea, lungo la zona sudoccidentale del rift. Tecnicamente non si potrebbe definirlo un vero deserto, in quanto le precipitazioni sono superiori ai 1000 mm di pioggia all'anno, tuttavia la pioggia si combina con l'anidride solforosa emessa dal vulcano trasformandosi così in pioggia acida, con un pH che può scendere fino a 3,4 durante le fasi eruttive, inibendo così la crescita delle piante. L'area risulta pertanto priva di qualunque forma di vegetazione. 
L'acqua delle precipitazioni inoltre evapora velocemente e viene rapidamente assorbita dalla tefrite di cui è costituito il suolo e che è estremamente permeabile.